# C2C (azienda)
C2C (株式会社C2C?, Kabushiki-gaisha C2C, acronimo di Challenge To Challenge) è uno studio di animazione giapponese fondato nel maggio 2009. Lo studio è parte di Triple A.

## Storia
(Motto dell'azienda.)
Lo studio di animazione C2C è stato fondato nel maggio 2009 da Ryousuke Yamada come sussidiaria dello studio Triple A, con l’obiettivo di diventare un produttore principale di anime. Il nome "C2C" è l'acronimo di "Challenge To Challenge", ispirato al motto del gruppo Triple A: "Nessun successo senza sfida". 
Nei primi anni, C2C ha operato principalmente come supporto per altri studi, concentrandosi su lavori in subappalto. A partire dal 2012, ha iniziato a produrre corti animati come Yurumates 3D e dopo anni di esperienza e crescita costante, nel 2018 lo studio ha prodotto il suo primo anime televisivo a episodi di durata standard, Harukana Receive, segnando il debutto in una produzione interamente autonoma.

## Produzioni

### Serie TV

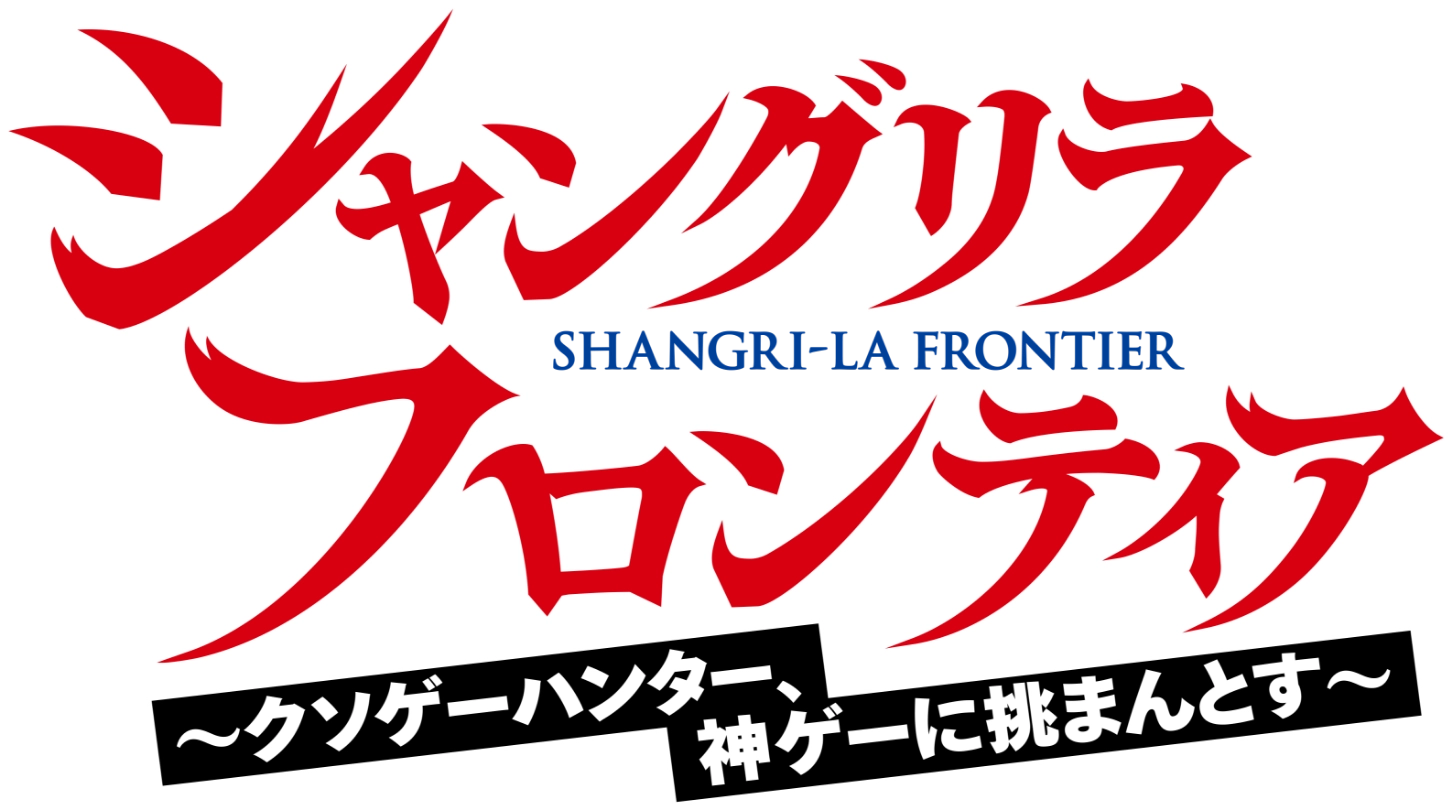
Logo dell'anime Shangri-La Frontier.

| Titolo                                                                  | Anno di produzione | Episodi | Note e fonti        |
| ----------------------------------------------------------------------- | ------------------ | ------- | ------------------- |
| Yurumates 3D                                                            | 2012               | 26      | [ N 2 ] [ 5 ] [ 3 ] |
| Onēchan ga Kita                                                         | 2014               | 12      | [ 5 ]               |
| Go! Go! 575                                                             | 2014               | 4       | [ N 3 ] [ 6 ]       |
| M3: sono kuroki hagane                                                  | 2014               | 24      | [ N 4 ] [ 7 ]       |
| Aquarion Logos                                                          | 2015               | 26      | [ N 4 ] [ 8 ]       |
| What Do You Do at the End of the World? Are You Busy? Will You Save Us? | 2017               | 12      | [ N 4 ] [ 9 ]       |
| Harukana receive                                                        | 2018               | 12      | [ 4 ] [ 5 ]         |
| Hitoribocchi no marumaruseikatsu                                        | 2019               | 12      | [ 5 ]               |
| Shachibato! President, It's Time for Battle!                            | 2020               | 12      | [ 5 ]               |
| Wandering Witch: The Journey of Elaina                                  | 2020               | 12      | [ 5 ]               |
| Tsukimichi: Moonlit Fantasy                                             | 2021               | 12      | [ 5 ]               |
| PuraOre! Pride of Orange                                                | 2021               | 12      | [ 5 ]               |
| Tenken - Reincarnato in una spada                                       | 2022               | 12      | [ 5 ]               |
| Handyman Saitou in Another World                                        | 2023               | 12      | [ 5 ]               |
| Edomae Elf                                                              | 2023               | 12      | [ 5 ]               |
| Shangri-La Frontier                                                     | 2023-2024          | 25      | [ 5 ]               |
| Shangri-La Frontier 2nd season                                          | 2024-2025          | 25      | [ 5 ]               |

### OAV ed ONA
| Titolo                               | Anno di produzione | Episodi | Note e fonti   |
| ------------------------------------ | ------------------ | ------- | -------------- |
| Go! Go! 575: Meippai ni, Hajiketeru? | 2014               | 1       | [ N 3 ] [ 10 ] |
| Onēchan ga Kita                      | 2015               | 1       | [ 11 ]         |
| Tenchi Muyo! Ryo-Ohki 4              | 2016-2017          | 4       | [ N 5 ] [ 12 ] |